# Augustin Buzura
Augustin Buzura (Kővárberence, 1938. szeptember 22. – Bukarest, 2017. július 10.) román író, újságíró, forgatókönyvíró, irodalomkritikus.

## Művei
Novelláskötetek
- Capul Bunei Speranţe (1963)
- De ce zboara vulturii (1967)

Regények
- A kintiek (Absenții) (1970); ford. Kolozsvári Papp László (1974)
- A hallgatás arcai (Fețele tăcerii) (1974); ford. Kolozsvári Papp László (1976)
- Gőg (Orgolii) (1974); ford. Kolozsvári Papp László (1979)
- Az éjszakai hangjai (Vocile nopții) (1980); ford. Kolozsvári Papp László (1983)
- Menedékek (Refugii) (1984); ford. Kolozsvári Papp László (1988)
- Drumul cenușii (1988)
- Recviem pentru nebuni și bestii (1999)
- Raport asupra singurătății (2009)

Forgatókönyvek
- Gőg (Orgolii) (1982, írta a hasonló című regénye alapján, rendezte Manole Marcus)
- Pădureanca (1987, írta Ioan Slavici novellája alapján, rendezte Nicolae Mărgineanu)
- Undeva în Est (1991, írta "A hallgatás arcai" regénye alapján, rendezte Nicolae Mărgineanu)

### Magyarul megjelent művei
- A kintiek. Regény; ford. Kolozsvári Papp László; Európa, Bp., 1974
- A hallgatás arcai. Regény; ford. Kolozsvári Papp László; Európa, Bp., 1976
- Gőg. Regény; ford. Kolozsvári Papp László; Európa, Bp., 1980
- Az éjszaka hangjai. Regény; ford. Kolozsvári Papp László; Európa, Bp., 1983
- Menedékek. Regény; ford. Kolozsvári Papp László; Európa, Bp., 1988